# Western & Southern Financial Group Masters & Women’s Open 2005
Die Western & Southern Financial Group Masters and Women’s Open 2005 waren ein Tennisturnier der WTA Tour 2005 für Damen und ein Tennisturnier der ATP Tour 2005 für Herren in Mason, Ohio bei Cincinnati, welche vom 15. bis 21. August für Herren und vom 16. bis 24. Juli 2005 für Damen stattfanden.

## Herrenturnier
→ Qualifikation: Western & Southern Financial Group Masters 2005/Qualifikation

## Damenturnier
→ Qualifikation: Western & Southern Financial Group Women’s Open 2005/Qualifikation